# Gordon C. Tucker
Dr. Gordon C. Tucker (1957) es un botánico, profesor y curador estadounidense, siendo desde 1998 científico del herbario del Departamento de Ciencias Biológicas, Eastern Illinois University, Charleston, Illinois. Ha estudiado las especies de la familia Poaceae, con énfasis en Cyperus.
De 1991 a 1996 fue botánico en el Biological Survey del Museo del Estado de Nueva York.

## Algunas publicaciones
- Flora Novo-Galiciana. Vol. 13. Limnocharitaceae to Typhaceae. [iv], [1 --] + 462, [463], [464—467] (cartas), [468], 469—480, frontisp. Univ. of Michigan Herbarium, Ann Arbor. 8 dic 1993. [Alismataceae, Potamogetonaceae, Ruppiaceae, Najadaceae, Zannichelliaceae, x Robert R. Haynes & Lauritz B. Holm-Nielsen; Lemnaceae & Typhaceae x McVaugh & Stephen D. Koch; Commelinaceae × David R. Hunt; Carex x A. A. Reznicek; Cyperus x Gordon C. Tucker & McVaugh; Karinia x Reznicek & McVaugh]
- 2002. Elatine (Elatinaceae). En Baldwin, B., et al. (eds.), The Jepson Desert manual, vascular plants of southeastern California, 282, 291. Univ. Calif. Press.
- 2002. Cyperus and Kyllinga (Cyperaceae). En Baldwin, B., et al. (eds.), The Jepson Desert Manual, vascular plants of southeastern California, 529-533. Univ. Calif. Press.
- b. edgin, b. Garrard, g.c. Tucker, j.e. Ebinger. 2003. Vegetation of Allison Prairie. A Gravel Prairie Reconstruction in Lawrence County, Illinois. Erigenia 19: 52-59
- 2004. Elatinaceae. En N. Smith et al., eds. Flowering Plants of the Neotropics, pp. 138-139. New York Botanical Garden and Princeton Univ. Press, Princeton, N.J.
- j.a. Ward, g.c. Tucker, s.j. Meiners, j.e. Ebinger. 2004. Analysis of Prairie Restorations at Rock Springs Environmental Center, Decatur, Illinois. Erigenia 20: 9-19
- b. Edgin, g.c. Tucker, j.e. Ebinger. 2005. Vegetation and Flora of American Beech Woods Nature Preserve, Clark County, Illinois. Sida Contributions to Botany 21: 1861-1878
- 2006. Additions to the flora of Rhode Island. Rhodora 108: 65-71
- n.l. Owens, g.c. Tucker, j.e. Ebinger. 2006. Flora and Vegetation of Coneflower Glacial Drift Hill Prairie Natural Area, Moultrie County, Illinois. Rhodora 108: 370-386
- 2007. Lagurus L. pp. 669-670 en Barkworth, M.E., K.M. Capels, S. Long, & M.B. Piep, eds. Flora of North America, north of Mexico. Magnoliophyta: Commelinidae (en parte): Poaceae, parte 1. New York & Oxford
- 2007. Desmazeria Dumortier. pp. 681-683 in Barkworth, M.E., K.M. Capels, S. Long, & M.B. Piep, eds. Flora of North America, north of Mexico. Magnoliophyta: Commelinidae (en parte): Poaceae, parte 1. New York & Oxford
- 2007. Avenula (Dumortier) Dumortier. pp. 698-699 en Barkworth, M.E., K.M. Capels, S. Long, & M.B. Piep, eds. Flora of North America, north of Mexico. Magnoliophyta: Commelinidae (en parte): Poaceae, parte 1. New York & Oxford
- 2007. Helictotrichon Besser. pp. 701-702 en Barkworth, M.E., K.M. Capels, S. Long, & M.B. Piep, eds. Flora of North America, north of Mexico. Magnoliophyta: Commelinidae (en parte): Poaceae, parte 1. New York & Oxford
- q.e. Yang, g.c. Tucker. 2007. Elatinaceae. pp. 55-56 en: Wu, Z. Y., Raven, P. H. & Hong, D. Y., eds., Flora of China vol. 13 (de Clusiaceae a Araliaceae). Science Press, Beijing & Missouri Botanical Garden Press, St. Louis
- 2007. Systematics of Cyperus L. section Diffusi Kunth (Cyperaceae) in the Neotropics. pp. 311-314, en L.M. Barbosa and N.A. Santos, eds. A botánica no Brasil: pesquisa, ensino e políticas públicas ambientais. Sao Paulo: Soc. Bot. Bras. Bull. 238 A
- 2007. Additions to the flora of Connecticut. Rhodora 109: 459-463
- d. Nelson, g.c. Tucker, j.e. Ebinger. 2007. Glyceria maxima (Poaceae), sweet reed grass, an exotic grass new to the Illinois flora. Trans. of the Illinois State Academy of Sci. 100: 223-224

### Libros
- e.t. Gibbons, g.c. Tucker. 1979. The Euell Gibbons Handbook of Edible Wild Plants. Donning Co., Virginia Beach. 280 pp.
- 1983. The Taxonomy of Cyperus (Cyperaceae) in Costa Rica and Panama. Systematic Botany Monographs 2. 85 pp.
- 1994. Revision of the Mexican Species of Cyperus L. (Cyperaceae). Systematic Botany Monographs 43. 213 pp.
- 1995. Vascular Flora of Southeastern Connecticut. Memoirs of the Connecticut Botanical Society 3. xxvii + 205 pp.
- r.s. Mitchell, g.c. Tucker. 1997. Revised Checklist of New York State Plants. New York State Museum Bulletin 490. vii + 400 pp.
- ------------, ------------. 2000. Revised Checklist of New York State Plants, 2ª ed. 332 pp. CD format. New York State Museum Bulletin 490A

## Honores
- American Society of Plant Taxonomists, desde 1979
- Illinois State Academy of Science, desde 1997
- New England Botanical Club, desde 1985
- Asociación de la Flora de Norteamérica, desde 1990; y miembro del Comité de Directores, desde 2006
- Sociedad Illinois Native Plant, desde 1997); presidente de 2004 a 2006; editor técnico de 2001 y sigue, para Erigenia; miembro del Comité Ejecutivo, desde 1999
- Sociedad Connecticut Botanical, desde 1975

- La abreviatura «G.C.Tucker» se emplea para indicar a Gordon C. Tucker como autoridad en la descripción y clasificación científica de los vegetales.[2]